# 半片
半片・半弁・半平（はんぺん）は、魚肉のすり身に山芋などの材料を混ぜて気泡をたくさん含ませた茹で蒲鉾（ゆでかまぼこ）の一種。地域性のある魚肉練り製品で、東京や銚子などの浮きはんぺん、静岡の黒はんぺん、大阪などのあんぺいがあり特徴が異なる。単に「はんぺん」というときは一般的には浮きはんぺんのことをいう。

## 名称
名前の由来は駿河の料理人・半平（はんぺい）が創案したところからこの名がついたという説がある。そのほか椀蓋で半月型に整形したことから名がついたなどの多くの説がある。
漢字では「半片」か「半平」と書くが、「半弁」「鱧餅」などとあてられることもある。

## 種類

### 浮きはんぺん
浮きはんぺんは気泡を含ませやすいヨシキリザメのすり身を主原料に、山芋や増粘多糖類を起泡剤として添加することで気泡をたくさん含ませ、それを湯に浮かせて加熱し固めたものである。アオザメなど他のサメ類を用いたものもある。また、発泡機を使用することでスケトウダラのすり身を原料にしたものも増えている。
浮きはんぺんは色が白くマシュマロのような外観である。主に、煮物、揚げ物、フライ、バター焼き、おでんだね、椀だねなどに用いられる。

### 黒はんぺん

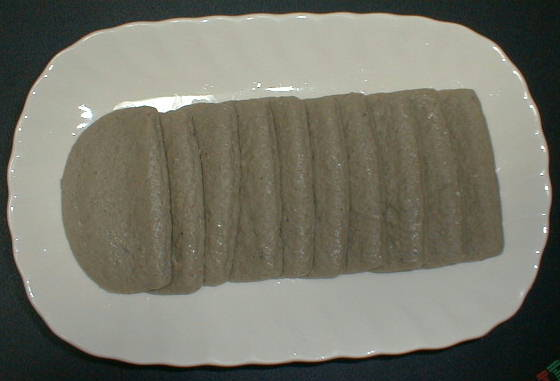
静岡県の「はんぺん」（黒はんぺん）

静岡県にはサバやイワシを原料魚とし半月状に成形した黒はんぺんがある。そのため青灰色のいわゆる黒はんぺんを「はんぺん」と呼び、上記の白いはんぺんは「白はんぺん」と区別して呼称する。

### あんぺい
京阪地方にはあんぺいと呼ばれるハモなど白身魚のすり身から作った魚肉練り製品がある。

### 他の蒲鉾の異称
- 石川県では焼きかまぼこを「焼はんぺん」と呼んでいる[4]。
- 広島県などでは、魚の練り物を揚げたものの総称として「はんぺん」と呼ぶ。
- 長崎県で「はんぺん」というと主に食紅などで色付けした短冊状の練り物のことを指す。これもどちらかというとかまぼこなどに近く、県内ではちゃんぽんや皿うどんなどでよく提供される[5]。

## はんぺんに由来する名称
- 形状からの連想

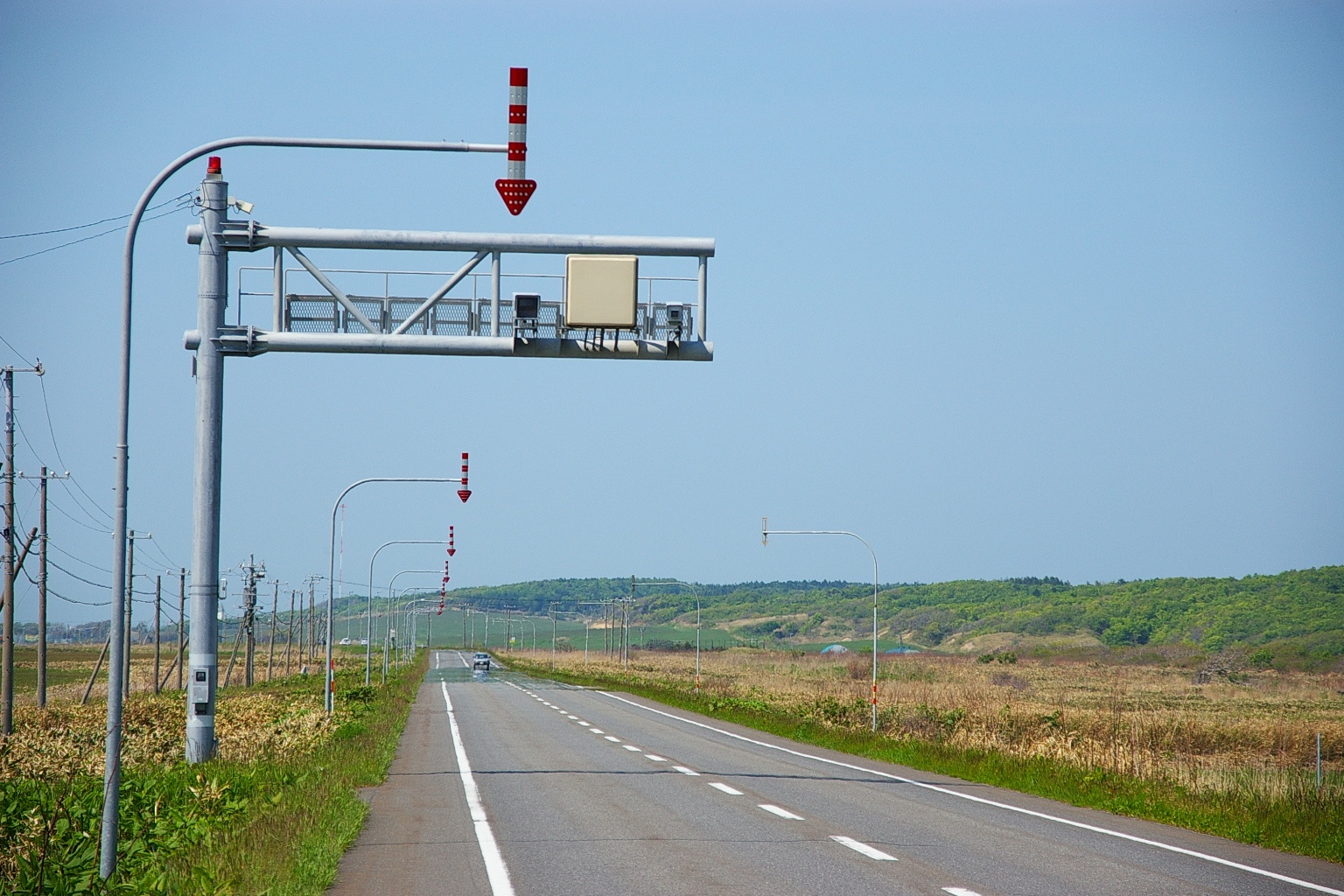
｢Hシステム｣

  - かつて西日本車体工業が製造していたバス車両「53MC」はその形状からバスファンを中心に「ハンペン（型）」という愛称で呼ばれている。
  - オービスのうちHシステムと呼ばれるタイプのものについても､その見た目から｢ハンペン｣とよばれることがある｡